# Uperoleia altissima
Uperoleia altissima är en groddjursart som beskrevs av Davies, Watson, McDonald, Trenerry och Garry A. Werren 1993. Uperoleia altissima ingår i släktet Uperoleia och familjen Myobatrachidae. IUCN kategoriserar arten globalt som livskraftig. Inga underarter finns listade i Catalogue of Life.

## Bildgalleri

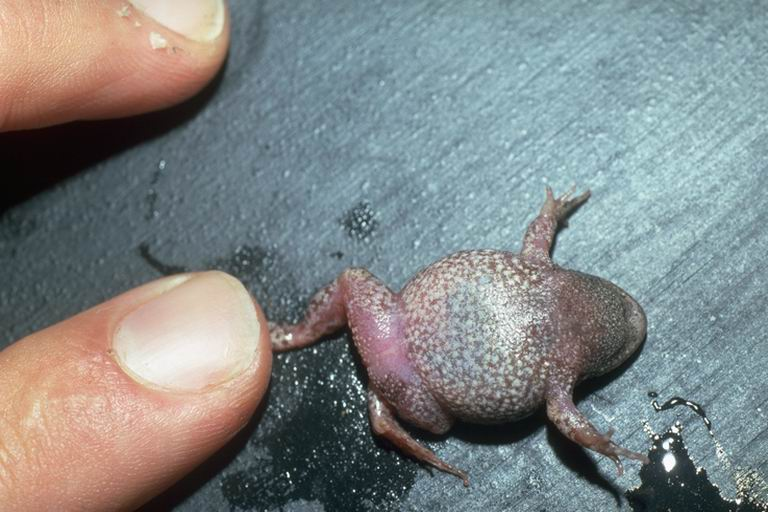